# Abbott Laboratories

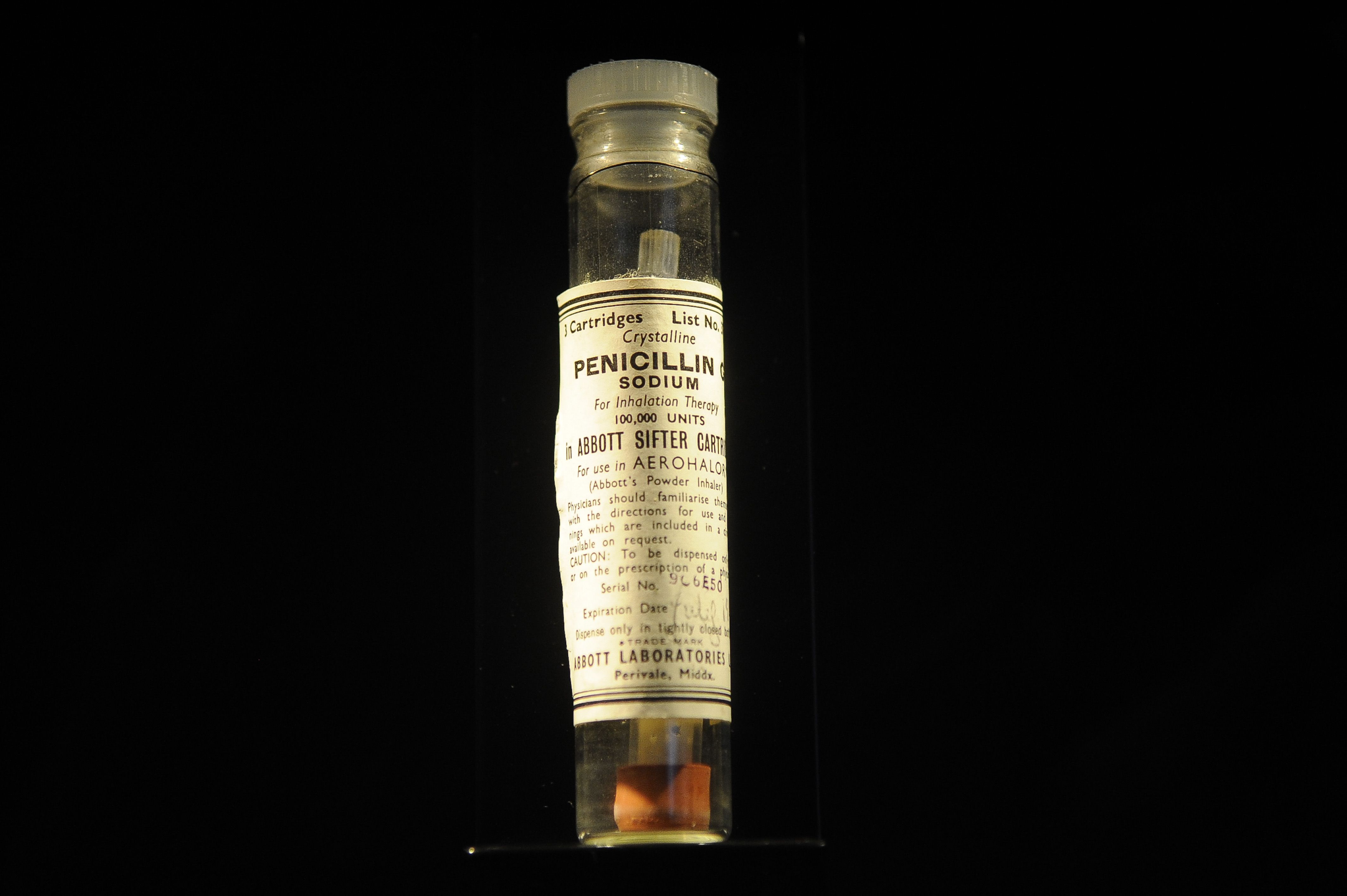
Frasco de penicilina produzido pelo Laboratório Abbott, numa exposição sobre a vida e obra do químico Alfred Nobel, na Fundação Getulio Vargas, no Rio de Janeiro (Tomaz Silva/Agência Brasil)

O Abbott Laboratories é uma companhia norte-americana de produtos farmacêuticos e de cuidados com a saúde. Possui em torno de 75.000 empregados e está presente em mais de 150 países. A sede da companhia é localizada em Abbott Park, IL, um subúrbio localizado ao norte da cidade de Chicago, próximo ao seu centro de produção em North Chicago. Em 2001, a Abbott comprou a Knoll, divisão farmacêutica da BASF. Em 2003, a Abbott possuía em torno de US$ 20 bilhões em vendas. Em 2004, a Abbott separou sua divisão de produtos para hospital numa nova companhia chamada Hospira, com 14.000 empregados.
Em 2005, esteve no centro de um conflito com o governo brasileiro ao recusar a facilitação da produção do Kaletra no Brasil. Em 2006 a empresa e o governo brasileiro entraram em um acordo e reduziram o preço do Kaletra em 30% e mantê-lo o mesmo até 2011. Este acordo foi pioneiro e colocou o Brasil na vanguarda do combate ao HIV.
Em 2012, a empresa farmacêutica Abbott pagou 1,6 bilhão de dólares em multas aos governos federal e estadual dos Estados Unidos pela promoção ilegal de usos off-label de Depakote, incluindo para a sedação de residentes em lares de idosos.
Após a invasão russa da Ucrânia em 2022, a Abbott Laboratories continuou suas operações comerciais na Rússia, suspendendo apenas atividades não essenciais, como novos investimentos e publicidade. Uma pesquisa da Yale School of Management, que avaliou as respostas corporativas à invasão, classificou a Abbott na categoria "Buying Time" com uma nota "D", indicando que a empresa adiou investimentos futuros e ações de marketing, mas manteve operações substanciais no país.